# John Russell Hind
| Asteroides descubiertos: 10 | Asteroides descubiertos: 10 |
| --------------------------- | --------------------------- |
| (7) Iris                    | 13 de agosto de 1847        |
| (8) Flora                   | 18 de octubre de 1847       |
| (12) Victoria               | 13 de septiembre de 1850    |
| (14) Irene                  | 19 de mayo de 1851          |
| (18) Melpomene              | 24 de junio de 1852         |
| (19) Fortuna                | 22 de agosto de 1852        |
| (22) Kalliope               | 16 de noviembre de 1852     |
| (23) Thalia                 | 15 de diciembre de 1852     |
| (27) Euterpe                | 8 de noviembre de 1853      |
| (30) Urania                 | 22 de julio de 1854         |

John Russell Hind, miembro de la Royal Society, (12 de mayo de 1823–23 de diciembre de 1895) fue un astrónomo del Reino Unido. Algunas fuentes escriben su nombre como John Russel Hind con solo una «l». De todas formas, en el siglo XIX las revistas británicas de astronomía, de forma coordinada, escribieron su nombre con dos «l».

## Su vida y trabajo
John Russell Hind nació en Nottingham en 1823. A la edad de 17 años se fue a Londres para servir como aprendiz de ingeniero civil, pero gracias a la ayuda de Charles Wheatstone dejó la ingeniería para aceptar una posición en el Real Observatorio de Greenwich bajo George Biddell Airy. Hind permaneció allí desde 1840 a 1844, cuando sucedió a William Rutter Dawes como director del observatorio privado de George Bishop. En 1853 Hind llegó a ser superintendente del Almanaque náutico, un puesto que mantuvo hasta 1891.
Fue notable por ser uno de los más tempranos descubridores de asteroides. También descubrió y observó las estrellas variables R Leporis (así mismo conocidas como estrellas Hind's Crimson), U Geminorum, y T Tauri (también llamada Nebulosa variable de Hind), y descubrió la variabilidad de µ Cephei. Descubrió la Nova Ophiuchi 1848 (V841 Ophiuchi), la primera supernova de los tiempos modernos (desde la supernova de Kepler o SN 1604).
La nominación de Hind del asteroide Victoria causó algo de controversia. En ese tiempo no se usaban nombres de personas vivas. Hind de alguna forma poco ingeniosa argumentó que el nombre no referenciaba a la Reina Victoria, si no a la alegoría mitológica de la Victoria.
Hind se casó en el año 1846, y con su esposa tuvieron seis hijos. Murió en 1895 en Twickenham, Londres.

## Honores y legado

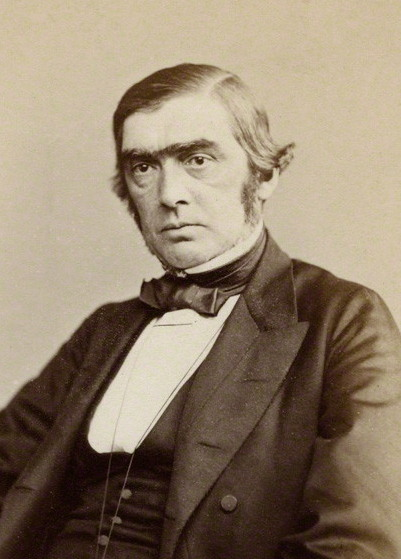
John Russell Hind (1860)

- Miembro de la Royal Society (1851)
- Medalla de oro de la Real Sociedad Astronómica (1853)
- El cráter Hind en la Luna
- Asteroide (1897) Hind